# 은평뉴타운
은평뉴타운(恩平-, Eunpyeong Newtown)은 서울특별시 은평구 진관동 일원에 SH공사가 조성한 뉴타운 사업 도시이다.

## 개발 배경
1971년 7월, 진관동 일원은 개발제한 구역 지정으로 30년 가까이 건축제한이 적용되었으나 서울특별시는 낙후지역을 개발·정비하여 주거생활 환경을 개선 및 서민주거생활 안정에 기여하고 지역균형발전 차원에서 서울시 서북권역의 관문도시를 조성하고자 개발을 계획하였다.

## 주변 교통
- 통일로
- 연서로
- 서울지하철 3호선 구파발역, 지축역
- 진관버스공영차고지
- 수도권제1순환고속도로 (10분 거리 이내 통일로 나들목, 송추 나들목 있음)

## 주변 인접 구 또는 도시
- 고양시 덕양구 창릉동, 동산동, 효자동, 북한동 일대
- 은평구 갈현동
- 의정부시 호원동 일대
- 양주시 장흥면 일대

## 현황
- 시행자 : SH공사
- 위치 : 서울특별시 은평구 진관동 일원
- 면적 : 3,492,421m2
- 거주 가구 : 15,924세대
- 건축물 수 : 4,230동

## 거주 시설
아파트
- 박석고개 힐스테이트 (101동 ~ 131동)
- 우물골 두산위브/동부센트레빌 (201동 ~ 255동)
- 마고정 동부센트레빌 (301동 ~ 335동)
- 폭포동 힐스테이트 (401동 ~ 428동)
- 제각말 푸르지오 (501동 ~ 542동)
- 상림마을 푸르지오 (601동 ~ 629동)
- 상림마을 현대아이파크 (701동 ~ 742동)
- 상림마을 롯데캐슬 (801동 ~ 830동)
- 구파발 삼성래미안 (901동 ~ 928동)
- 구파발 금호어울림 (1001동 ~ 1028동)
- 기자촌 한라비발디 (1101동 ~ 1110동)
- 은평 지웰 테라스 (1501동 ~ 1512동)
- 은평 GS스카이뷰자이 (101동 ~ 103동)
- 은뜨락 아파트 (101동 ~ 103동)
- 엘크루 아파트 (101동 ~ 103동)
- 힐데스하임 아파트
- 한화 꿈에그린 아파트 (101동 ~ 102동)

오피스텔
- 아이파크 포레스트 게이트 오피스텔
- 한화 꿈에그린 오피스텔 (201동)
- 솔하임 오피스텔 (101동 ~ 103동)
- 은평 헤스티아 오피스텔 (1차, 2차)
- 어드벤스힐 오피스텔
- 메이플카운티 오피스텔
- 은평뉴타운 신한 헤센스 스마트 오피스텔
- 이룸채 오피스텔

한옥마을
- 은평한옥마을

## 교육 시설
고등학교
- 진관고등학교 (2009년 3월 개교)
- 신도고등학교 (2011년 3월 개교)
- 하나고등학교 (2010년 3월 개교)
- 은평메디텍고등학교 (1970년 개교, 2010년 3월 은평메디텍고등학교로 교명 변경)

중학교
- 진관중학교 (2008년 11월 개교)
- 신도중학교 (2010년 3월 개교)

초등학교
- 서울진관초등학교 (2008년 9월 개교)
- 서울은빛초등학교 (2011년 3월 개교)
- 서울신도초등학교 (1928년 개교, 은평뉴타운 개발로 잠시 폐교하였다가 2010년 3월 재개교)
- 서울은진초등학교 (2009년 3월 개교)

## 분쟁

### 주유소 건설 논란
2010년 경 SH공사는 폭포동 앞 사거리 하천 근처에 주유소를 짓는 것을 허가하였다. 환경 오염 문제를 우려한 인근 주민들의 반발로 수 년 간에 걸친 분쟁 끝에 결국 주유소 건립은 무산되었고, 2018년 현재 해당 부지는 공터로 남아 있다.

### 은평새길 건설 논란
은평새길 사업은 은평구에서 2010년 초에 계획했던 은평뉴타운과 종로구를 잇는 도로 건설 사업이다. 그러나 이 사업에 대해 관련 지역 내에서 찬반 논쟁이 심화되었고, "북한산을 관통하는 은평새길 설계안은 '자연공원법'의 '생태축 우선 원칙'에 저촉된다"는 환경부의 입장 표명과, "은평과 종로의 찬반의견이 엇갈리고 환경 파괴 영향을 검토할 필요가 있다"는 서울시의 입장 표명으로 사업은 무산되었다.

### 은평 광역자원순환센터 건립 논란
은평 광역자원순환센터(예정)는 은평구, 서대문구, 마포구에서 나오는 재활용 쓰레기를 통합으로 처리하는 시설이다. 첫 계획은 2000년 10월 '폐기물 압축 시설'이란 이름으로 등장하였으며 이후 2003년 은평뉴타운의 도시 개발 발표와 주거 단지 형성으로 인해 사실상 보류되었다가 2016년 은평자원순환센터 타당성 조사 용역 시작, 2018년 민선 7기 김미경 은평구청장 당선 직후 은평구청 측이 '은평 광역자원순환센터'의 필요성 주장과 함께 구체적인 건립 계획을 발표했다. 은평구청의 발표에 따르면 기존 은평구 수색동에 위치한 은평구 재활용 처리장은 진관동 부지 은평광역자원순환센터(예정)로 통폐합 될 예정이며 공사 시작은 2019년 하반기로 계획 중이다. 지역 주민들은 '타 지역의 자원순환센터의 경우 악취와 각종 화학 물질 사용, 침출수로 인한 환경 문제 발생으로 지역 주민들이 불편을 호소하고 있는 점', '1일 왕복 392회 쓰레기 차량 이동으로 인한 교통 체증 및 매연 문제 심화 우려', '용역보고서 상 압축 프레스 시설이 존재하고 있어 구청의 주장처럼 단순한 재활용 선별 시설이 아니라는 점' 등을 내세우며 반대하는 상황이다.

## 인근 시설
- 진관동주민센터
- 한국산업인력공단 서울서부지사
- 롯데몰 은평점
- 은평성모병원
- 소방행정타운
- 서울은평경찰서
- 서울은평소방서
- 서울은평우체국
- 사비나미술관
- 한국고전번역원

## 갤러리

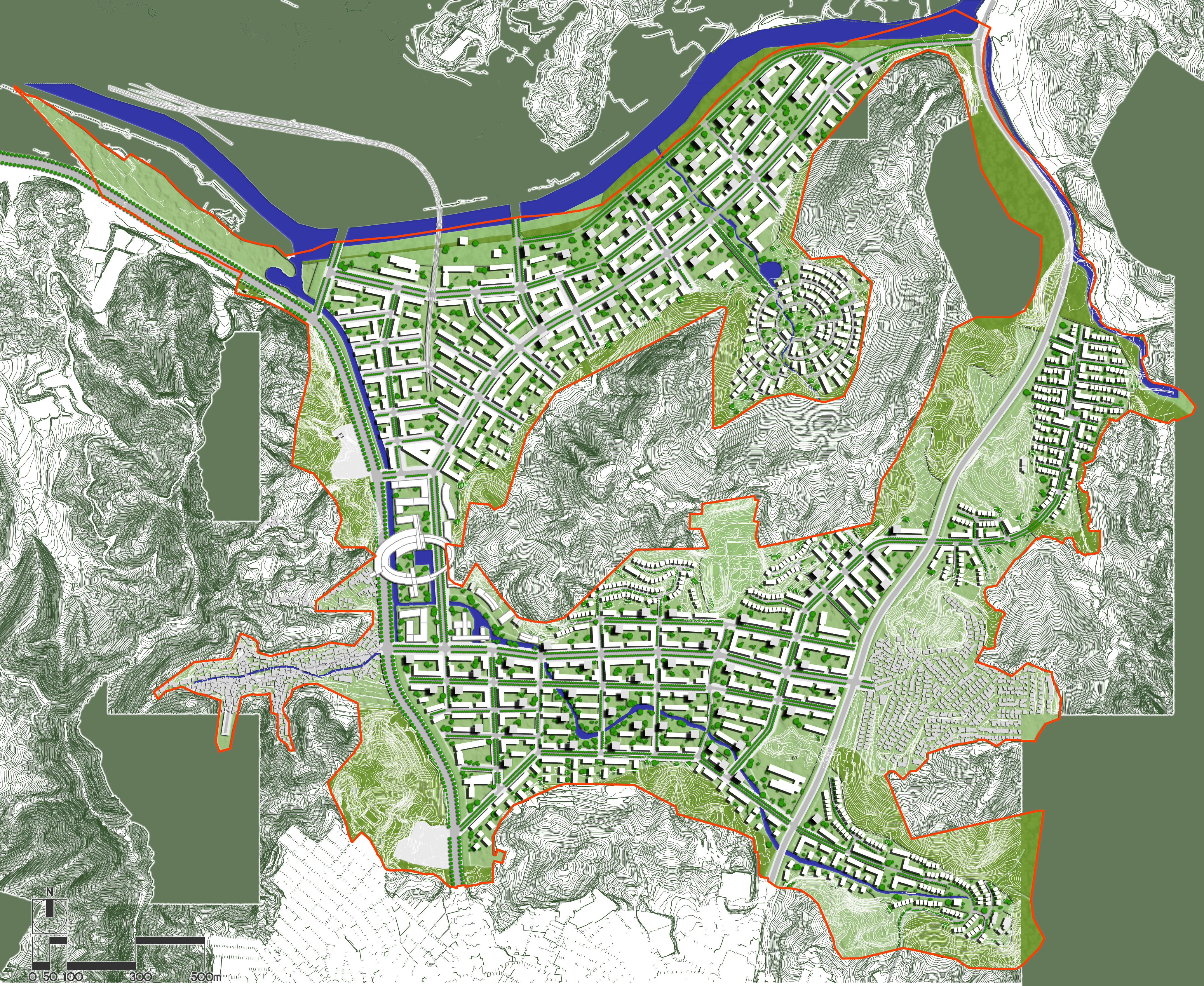
은평뉴타운 마스터플랜
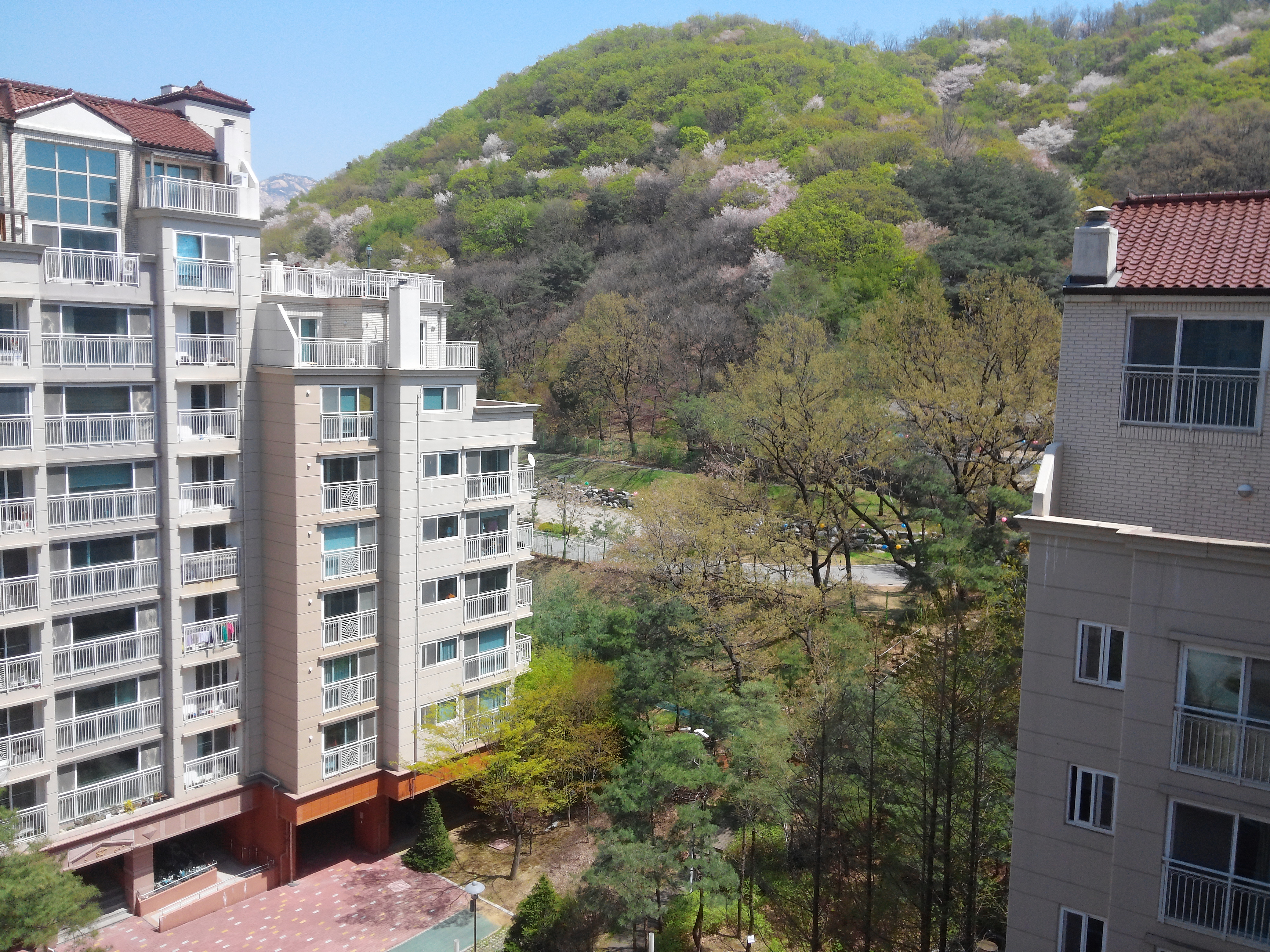
은평뉴타운 롯데캐슬
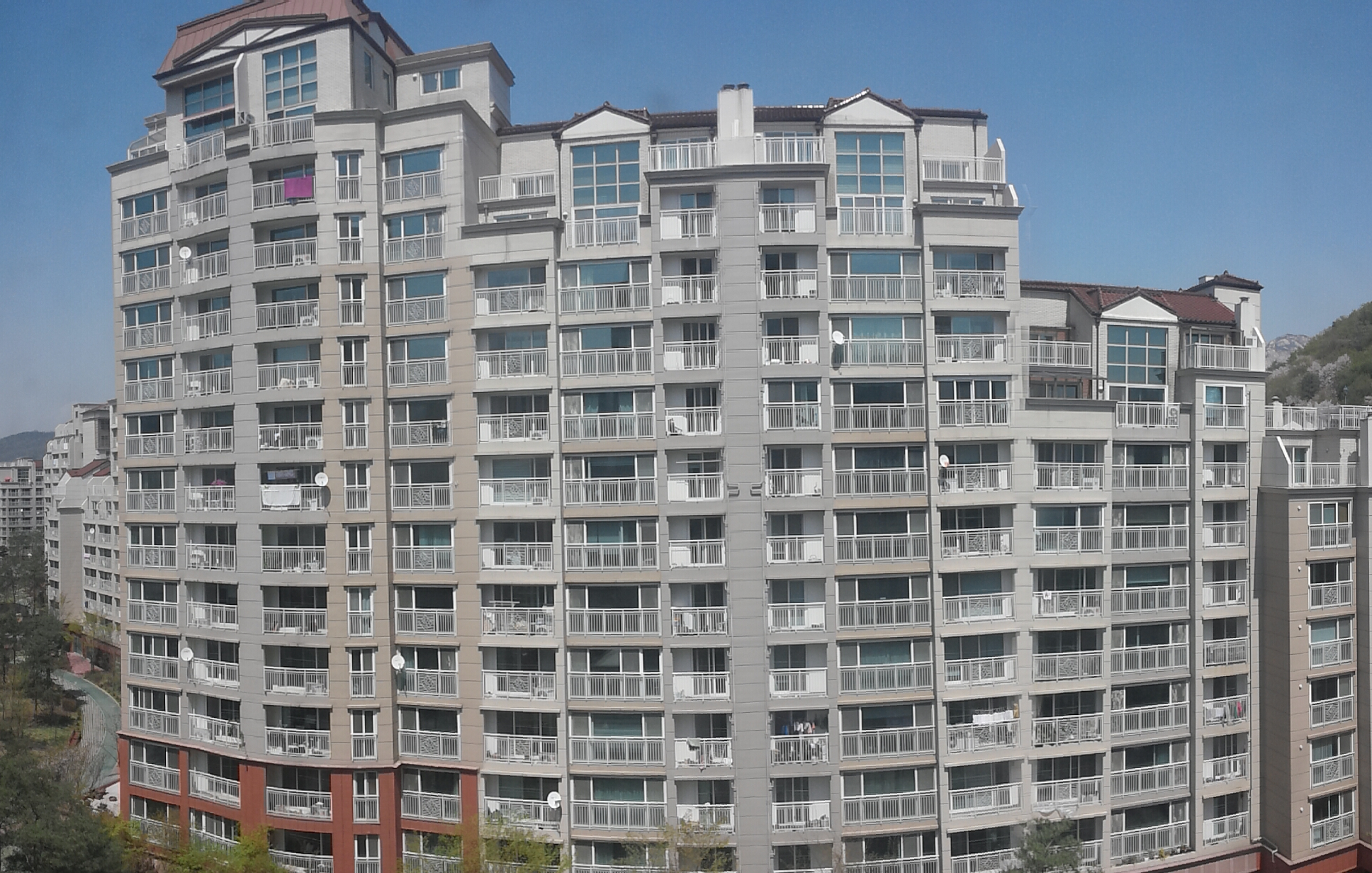
은평뉴타운 롯데캐슬
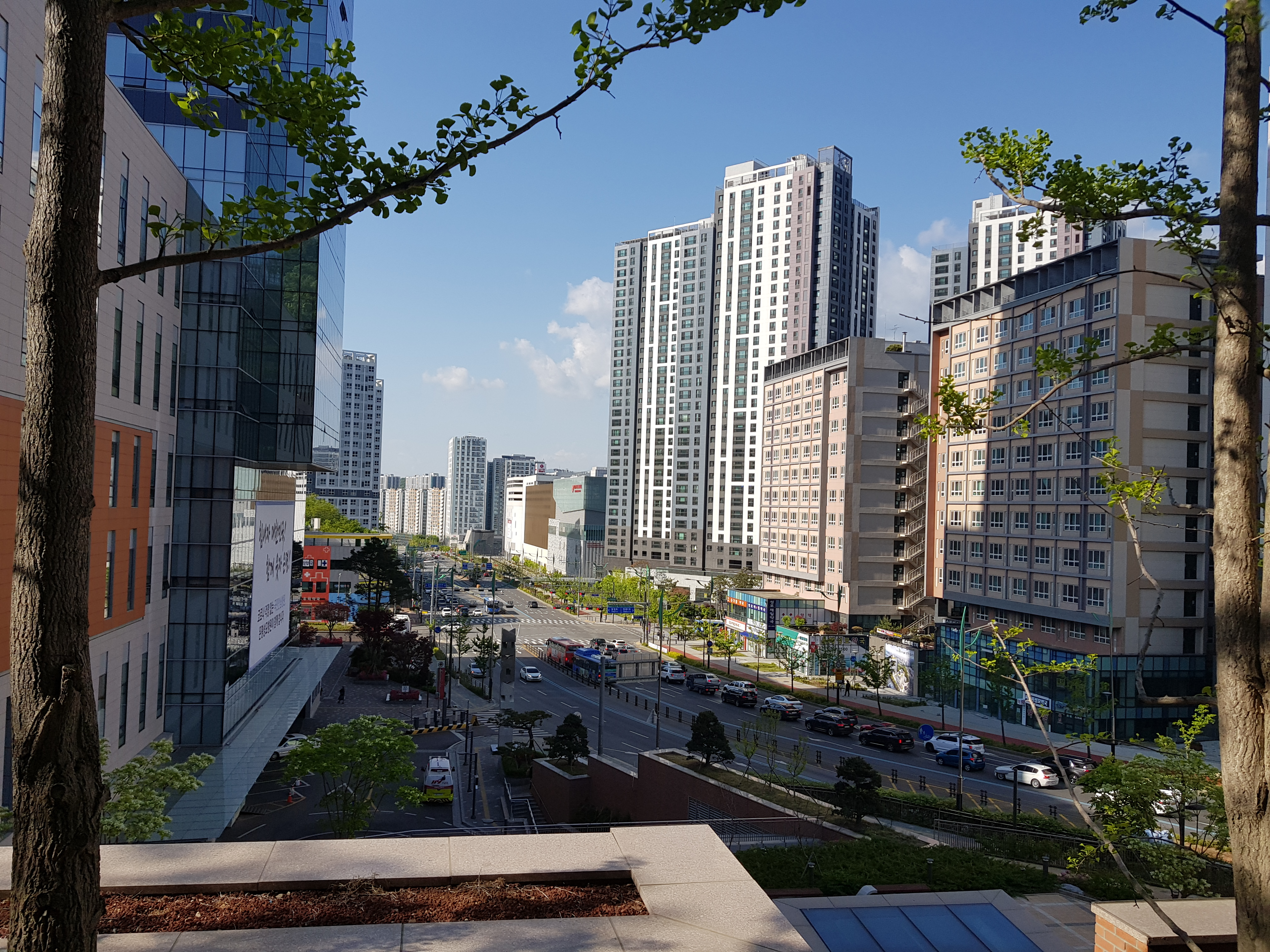
은평뉴타운 중심지인 구파발역 인근 모습

## 같이 보기
- 진관동
- 은평구
- 서울특별시
- 은평한옥마을